# Foxboro Stadium
Foxboro Stadium (Foxborough Stadium) – stadion sportowy położony w amerykańskim mieście Foxborough w stanie Massachusetts. Stadion został zbudowany w 1971 roku, maksymalna pojemność wynosiła 60 292 widzów, został zburzony w 2002 roku. Na tym obiekcie rozegrano sześć meczów Mistrzostw Świata w Piłce Nożnej 1994. W jego miejsce powstał Gillette Stadium.